# Sandefjord Fotball
Sandefjord Fotball je norský fotbalový klub z města Sandefjord ve Vestfoldu založený 10. září 1998 sloučením klubu Sandefjord BK a IL Runar. Klubové barvy jsou modrá a bílá.
Svá domácí utkání hraje na stadionu Komplett Arena s kapacitou cca 9 300 diváků. V sezóně 2015 hraje v norské nejvyšší lize Tippeligaen.

## Úspěchy
- 1× vítěz 1. divisjon (2. patro norských fotbalových lig) (2014)

## Známí hráči
Viz též Kategorie:Fotbalisté Sandefjord Fotball.
- Kari Arkivuo